# Avatha glaucofascia
Avatha glaucofascia là một loài bướm đêm trong họ Erebidae.